# Trembleya calycina
Trembleya calycina är en tvåhjärtbladig växtart som beskrevs av Adelbert von Chamisso. Trembleya calycina ingår i släktet Trembleya och familjen Melastomataceae. Inga underarter finns listade i Catalogue of Life.